# St. Peter und Paul (Mönchenholzhausen)

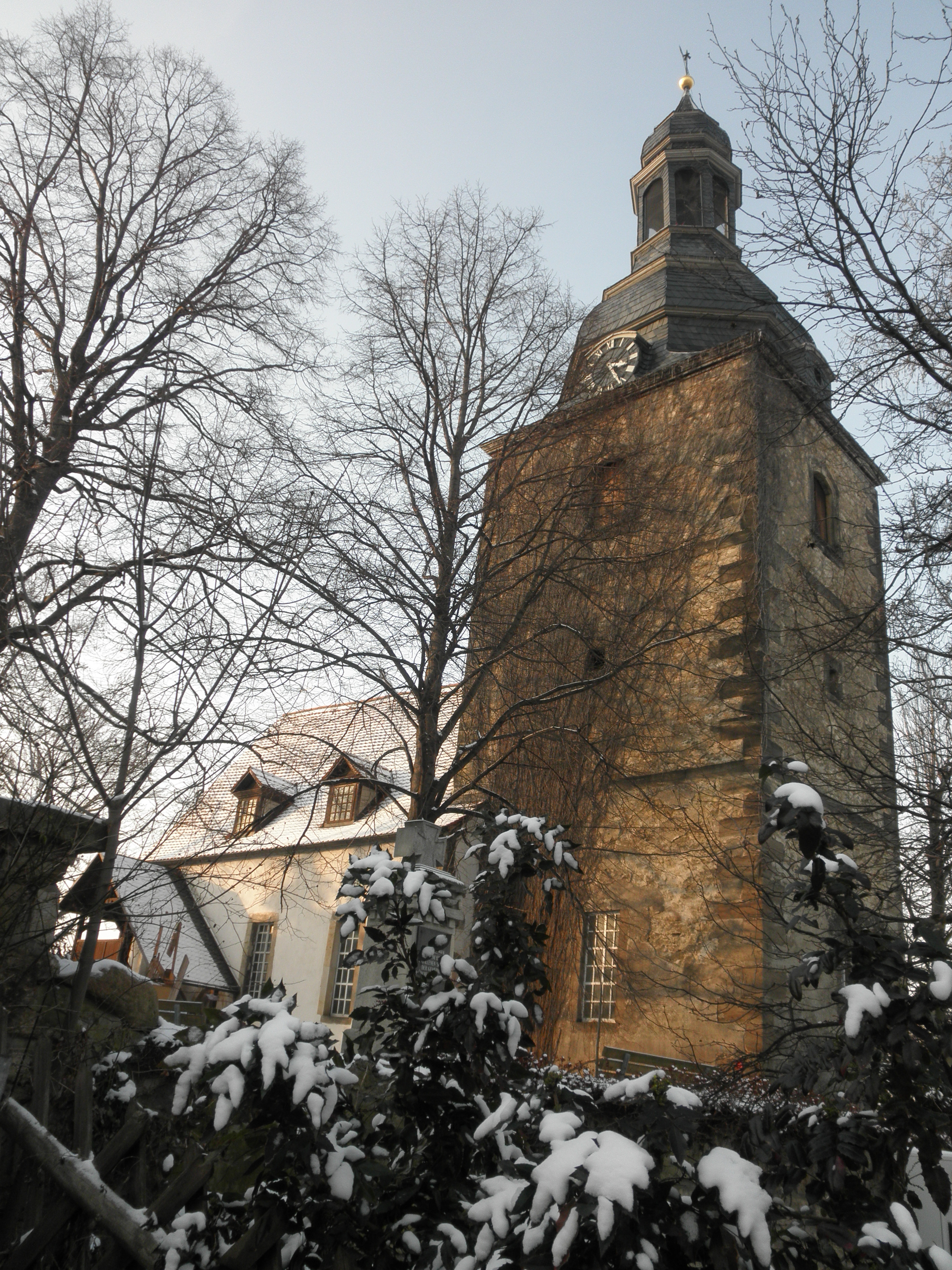
Die Kirche

Die evangelische Dorfkirche St. Peter und Paul steht in Mönchenholzhausen in der Gemeinde Grammetal im Landkreis Weimarer Land in Thüringen. Die Kirchengemeinde gehört zum Kirchspiel Vieselbach im Kirchenkreis Weimar der Evangelischen Kirche in Mitteldeutschland.

## Lage
Die Kirche befindet sich zentral im Altdorf an der Dorfstraße.

## Geschichte
1309 wurde die Kirche erstmals erwähnt. Das heutige Bauwerk geht auf Umbauten in der Barockzeit zurück. Im 19. Jahrhundert wurden ein Kanzelaltar und Emporen eingebaut. 
1994–1999 erfolgte eine umfassende Sanierung. Von 2001 bis 2014 bestand ein Kirchbau- und Heimatverein im Dorf.

## Ausstattung
Die Orgel von August Witzmann aus dem Jahr 1844 ist derzeit nicht bespielbar. Witzmann bezog diverse Teile der Vorgängerorgel von Peter Herold (1700) ein. Das Instrument verfügt über 18 Register auf zwei Manualen und Pedal.
Das größte Werk der in Mönchenholzhausen aufgewachsenen Künstler Karl, Franz und Otto Goepfart, das Gemälde Jesus segnet die Kinder von Franz Goepfart, ist im Besitz der Kirchengemeinde.